# Pečnica
Pečnica (nemško Petschnitzen) je naselje v Občini Bekštanj v Okraju Beljak-dežela na Koroškem v Avstriji.